# Battista Mellano
Battista detto Secondo Mellano (Rivalta di Torino, 9 dicembre 1921 – Cigliano, 6 marzo 1945) è stato un partigiano italiano.

## Biografia
Figlio di Matteo e di Rosa Racca, nacque presso la frazione Gerbole di Rivalta di Torino. Battista era detto Secondo in quanto secondo nato di due gemelli, il primo era invece Vittorio. Ha lavorato dapprima in due negozi a Torino di proprietà della sua famiglia e, successivamente, come contadino nel suo paese natale.
Fu costretto ad arruolarsi nella Repubblica Sociale Italiana e inviato a Cigliano "...con la prospettiva di compiere azioni che la sua coscienza non avrebbe potuto giustificare". Successivamente fuggì dal suo reparto e si arruolò alla Brigata Garibaldi. Ritornò a Rivalta, dove rimase nascosto a lungo.
Il 4 marzo 1945, a seguito di una delazione, venne arrestato e subito condotto a Torino, dove fu ordinata la sua esecuzione ad opera dei suoi stessi commilitoni il 6 marzo dello stesso anno a Cigliano. Dal momento che i suoi commilitoni si rifiutarono di fucilarlo, venne ucciso con la pistola dell'ufficiale che comandava il plotone di esecuzione.
Nella notte prima di morire scrisse una lettera ai suoi genitori:
Caro papà e mamma,

in questo momento che sto affrontando, io sono sempre sereno e felice, perché io non ho rimorsi con nessuno e per questo anche se la mia luce si spegne io sono contento. 
E così dovete essere voi tutti. Questo era il mio destino.
Posso dirvi cari tutti che non accetto da voi lacrime, noi ci siamo sempre voluti tanto bene.
Ma una sola cosa voglio dirvi, è quella che non voglio vendetta.
Cari fratelli e sorelle, io vi lascio con una grande angoscia inviandovi i più sinceri auguri di ogni bene e felicità. Mi raccomando che rispettate sempre di più papà e mamma.
Saluto anche i miei cognati e un forte abbraccio ai miei fratelli e sorelle e ancora a papà e mamma e tutta la nostra famiglia, 
auguri e abbracci e dimenticate vostro figlio e fratello Secondo Mellano»

## Riconoscimenti
A Rivalta è stata intitolata a suo nome la via dove ha vissuto con la sua famiglia, precedentemente chiamata via Solferino.